# آرون هانت
آرون هانت (انگلیسی: Aaron Hunt؛ زادهٔ ۴ سپتامبر ۱۹۸۶) یک بازیکن فوتبال اهل آلمان است.
وی همچنین در تیم ملی فوتبال آلمان و نیم فصلی در سوئیس به صورت قرضی  بازی کرده‌است.